# Olivier Rabourdin
Olivier Rabourdin (* 3. März 1959 in Nanterre) ist ein französischer Schauspieler.

## Leben
Rabourdin studierte an der Schule des Théâtre des Amandiers in Nanterre unter anderem bei Patrice Chéreau und Pierre Romans. Er ist mit seiner Abschlussklasse 1984 in André Téchinés Dokumentarfilm L’atelier zu sehen.
Sein Filmdebüt gab Rabourdin 1985 in der Theaterverfilmung Der seidene Schuh von Manoel de Oliveira. Es folgten zahlreiche Nebenrollen in Kino- und Fernsehfilmen, darunter Cédric Klapischs Kleine Fische, große Fische (1992) und Laurence Ferreira Barbosas Verrückt – nach Liebe (1993). In Luc Bessons Johanna von Orleans war er in der Rolle des Herzogs Richmont zu sehen.
Im Jahr 2009 spielte er zum ersten Mal eine Hauptrolle: In Séverine Cornamusaz’ Cœur Animal übernahm er die Rolle des brutalen Ehemanns Paul. In Xavier Beauvois’ Von Menschen und Göttern war Rabourdin an der Seite von Lambert Wilson und Michael Lonsdale als Mönch Christophe zu sehen. Für seine Darstellung erhielt er 2011 eine César-Nominierung als Bester Nebendarsteller. Im mehrfach ausgezeichneten Eastern Boys – Endstation Paris von Robin Campillo um die Beziehung eines Parisers zu einem jungen Ukrainer übernahm Rabourdin 2013 erneut eine Hauptrolle.
Seit den 1980er-Jahren spielt Rabourdin regelmäßig Theater und war unter anderem am Théâtre du Nord in Lille und am Théâtre des Amandiers in Nanterre zu sehen.

## Filmografie (Auswahl)
- 1985: Der seidene Schuh (Le soulier de satin)
- 1992: Kleine Fische, große Fische (Riens du tout)
- 1993: Verrückt – nach Liebe (Les gens normaux n’ont rien d’exceptionnel)
- 1994: Les amoureux
- 1997: Francorusse
- 1998: Disparus
- 1998: Nestor Burmas Abenteuer in Paris (Nestor Burma; Fernsehserie, 1 Folge)
- 1999: Johanna von Orleans (Joan of Arc)
- 2000: L’extraterrestre
- 2003: Un fils
- 2004: La blessure
- 2004: Meine Mutter (Ma mère)
- 2004: Das Leben ist seltsam (Rois et reine)
- 2005: Les yeux clairs
- 2005: 13 Tzameti
- 2005: Sky Fighters (Les chevaliers du ciel)
- 2006: La loi de la forêt
- 2007: Actrices – oder der Traum aus der Nacht davor (Actrices)
- 2008: 96 Hours (Taken)
- 2009: Welcome
- 2009: Cœur Animal
- 2009: Braquo (TV-Serie)
- 2010: Les invités de mon père
- 2009, 2013: Agatha Christie: Mörderische Spiele (Les Petits Meurtres d’Agatha Christie, Fernsehserie, 2 Folgen)
- 2010: Von Menschen und Göttern (Des hommes et des dieux)
- 2010: Liebe und Intrigen (Crime d’amour)
- 2011: Who Killed Marilyn? (Poupoupidou)
- 2011: Midnight in Paris
- 2011: A Gang Story – Eine Frage der Ehre (Les Lyonnais)
- 2012: Augustine
- 2012: Paradis perdu
- 2012: 96 Hours – Taken 2 (Taken 2)
- 2012: Voyage sans retour
- 2013: Les petits princes
- 2013: Eastern Boys – Endstation Paris (Eastern Boys)
- 2014: De guerre lasse
- 2014: Spin – Paris im Schatten der Macht (Les hommes de l’ombre, Fernsehserie, 6 Folgen)
- 2014: Grace of Monaco
- 2014: Un illustre inconnu
- 2014: La rançon de la gloire
- 2014: Trois souvenirs de ma jeunesse
- 2015: Gaz de France
- 2016: Monsieur Chocolat (Chocolat)
- 2017: Burn Out
- 2018: Nurejew – The White Crow (The White Crow)
- 2018: Der Flohmarkt von Madame Claire (La dernière folie de Claire Darling)
- 2021: Benedetta
- 2021: Black Box – Gefährliche Wahrheit (Bôite noire)
- 2023: Passages
- 2023: Im letzten Sommer (L’été dernier)
- 2023: Polar Park – Eiskalte Morde (Polar Park, Fernsehserie, 6 Folgen)

## Auszeichnungen
- 2011: César-Nominierung, Bester Nebendarsteller, für Von Menschen und Göttern